# Gnagarfästing
Gnagarfästing eller Ixodes trianguliceps är en fästingart som beskrevs av J. Birula 1895. Ixodes trianguliceps ingår i släktet Ixodes och familjen hårda fästingar. Arten är reproducerande i Sverige. Inga underarter finns listade i Catalogue of Life.